# Războiul Polono-Rus (1605-1618)

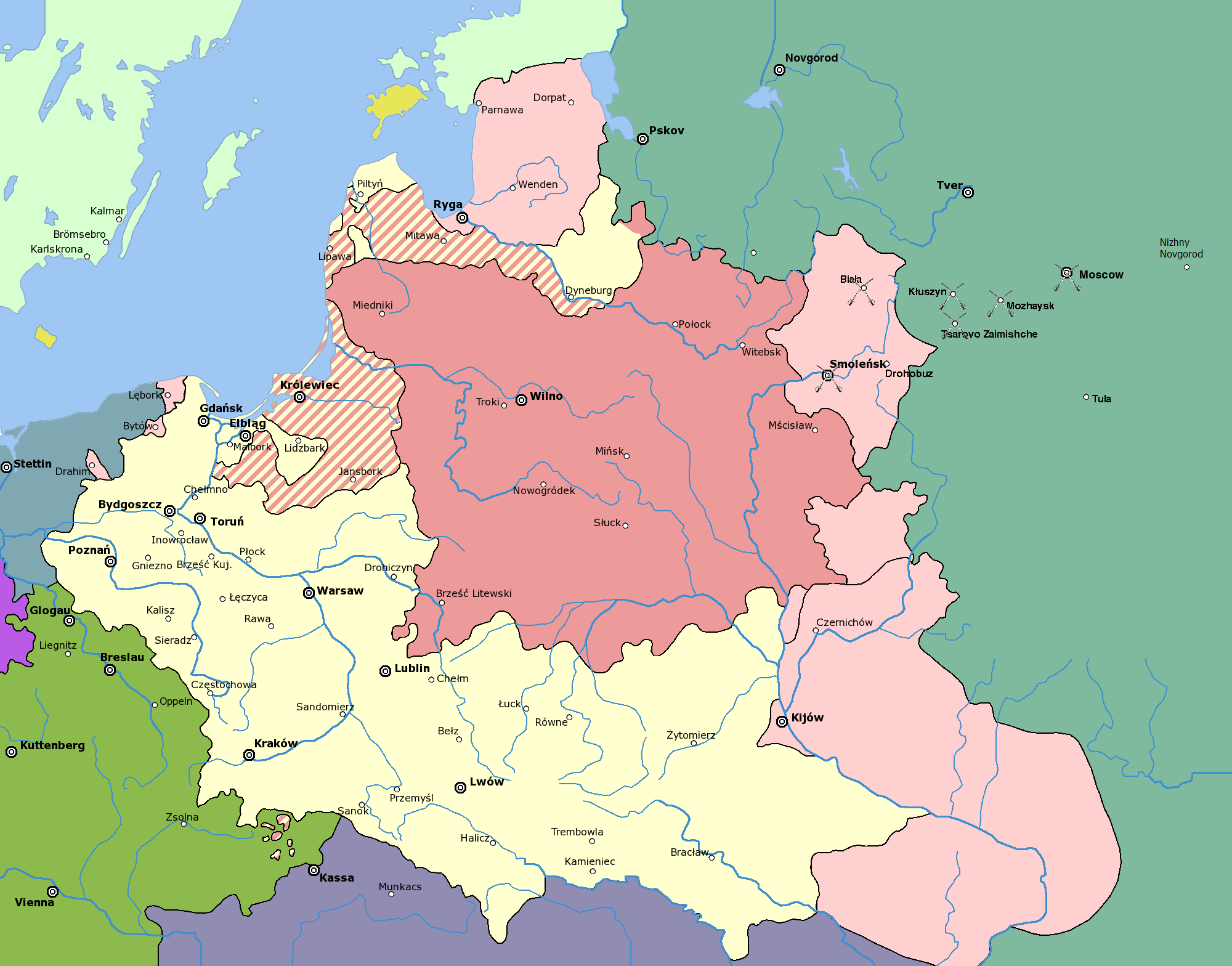
Harta războiului, principalele bătălii sunt marcate cu spade încrucișate.

Războiul polono-rus (1605-1618) a avut loc la începutul secolului XVII-lea ca o succesiune de conflicte militare și de invazii spre răsărit efectuate de către Uniunea statală polono-lituaniană, sau armatele private și mercenari conduse de magnați (aristocrația uniunii) în momentul în care când țaratul Rusiei a fost rupt într-o serie de războaie civile, momentul cel mai des menționat în istoria Rusiei ca fiind timpurile tulburi, declanșat de criza dinastică rusă și haos total intern. 